# Aleksandr Dzasójov
Aleksandr Serguéyevich Dzasójov (Vladikavkaz, RSFS de Rusia; 3 de abril de 1934) es un político ruso que se desempeñó como 2.º Presidente de la República de Osetia del Norte-Alania.

## Biografía
Nació el 3 de abril de 1934 en Vladikavkaz, se graduó en 1957 en el Instituto Minero Metalúrgico del Cáucaso Norte y tiene un doctorado en política. De 1992 a 1993, fue diputado del pueblo de la Federación Rusa y de 1993 a 1995, diputado de la Duma Estatal de la Federación Rusa. El 18 de enero de 1998, elegido presidente de Osetia del Norte-Alania con el 76% de los votos y reelegido el 27 de enero de 2002, con el 56,02% de los votos.
Renunció voluntariamente a su cargo el 31 de mayo de 2005 y fue sucedido por Taimuraz Mamsurov. Actualmente es Representante de la República de Osetia del Norte en la República de la Federación.
El 13 de enero de 2006, testificó en el juicio de Nur-Pashi Kulayev, el único terrorista superviviente de la Escuela N.º 1 de Beslán. Dos autobuses llenos de víctimas llegaron a Vladikavkaz ese día para ver su tan esperada comparecencia ante el tribunal. Aunque muchas víctimas consideran a Dzasójov entre los culpables de la masacre de la escuela de Beslán del 1 al 3 de septiembre de 2004, la investigación situacional llevada a cabo por la Fiscalía General determinó que ningún funcionario tuvo la culpa de las muertes, por lo que pudo testificar sin temor a ramificaciones legales para sí mismo.
Dzasokhov es doctor en Ciencias Políticas, autor de varios libros y numerosos artículos. Habla varios idiomas extranjeros y es miembro de la Academia Rusa de las Artes. En 1973 defendió su tesis "Los procesos de formación de los nuevos estados independientes" (graduado a tiempo parcial de la Academia de Ciencias Sociales del Comité Central).

## Honores y méritos
- Orden al Mérito por la Patria;
  - 2.ª clase (30 de marzo de 2004) - por su destacada contribución al desarrollo socioeconómico de la construcción de relaciones federales y el fortalecimiento de la armonía interétnica
  - 3.ª clase (17 de marzo de 2001) - por su destacada contribución al fortalecimiento del estado ruso, la amistad y la cooperación entre naciones
  - 4.ª clase (23 de abril de 2009) - por servicios a la ley y trabajo fructífero a largo plazo
- Orden de la Revolución de Octubre (1981)
- Orden de la Bandera Roja del Trabajo (1971)
- Orden de la Amistad de los Pueblos (1984)
- Medalla Conmemorativa del 850.º Aniversario de Moscú (1997)
- Medalla Conmemorativa del 1000.º Aniversario de Kazán (2005)
- Orden de Honor (2014)
- Premios estatales de Afganistán, Hungría, Vietnam y varios otros estados
- Orden del Santo Príncipe Daniel de Moscú, 1.ª clase (Iglesia Ortodoxa Rusa)
- Miembro Honorario de la Academia Rusa de las Artes